# Lądowisko Kędzierzyn-Koźle-Szpital
Lądowisko Kędzierzyn-Koźle-Szpital – lądowisko sanitarne w Kędzierzynie-Koźlu, w województwie opolskim, położone na kozielskiej wyspie rzeki Odry. Przeznaczone jest do wykonywania startów i lądowań śmigłowców sanitarnych i ratowniczych w dzień i w nocy o dopuszczalnej masie startowej do 5700 kg.

## Informacje dot. lądowiska
W roku 2014 zostało wpisane do ewidencji lądowisk Urzędu Lotnictwa Cywilnego pod poz. 256 (nr ewidencyjny 296). 
Zarządzającym lądowiskiem jest Samodzielny Publiczny Zespół Opieki Zdrowotnej w Kędzierzynie-Koźlu. 
Lądowisko znajduje się na wyspie w Koźlu i oficjalnie jego otwarcie odbyło się 22 sierpnia 2014 roku. Podczas uroczystości otwarcia obecni byli starosta kędzierzyńsko-kozielski, wojewoda opolski Ryszard Wilczyński, wicemarszałek województwa opolskiego, dyrektor szpitala oraz zastępca dyrektora Narodowego Funduszu Zdrowia w Opolu.

### Lądowisko posiada
- Własne oświetlenie
- Stację pogodową
- System łączności między lądowiskiem, a szpitalem.
- W zakresie bezpieczeństwa lądowań. Pilot śmigłowca sam może zdalnie włączyć oświetlenie na lądowisku. W przypadku niekorzystnych warunków pogodowych pilot śmigłowca może dodatkowo posłużyć się wizualnym wskaźnikiem ścieżki schodzenia, który za pomocą świateł w odpowiednim kolorze wskazuje, czy śmigłowiec ląduje prawidłowo czy potrzebna jest korekta położenia maszyny[3].

Budowa lądowiska pochłonęła milion złotych. Środki przeznaczono z budżetu powiatu.